# 中国財務局
中国財務局（ちゅうごくざいむきょく）は広島県広島市中区にある財務省の地方支分部局。中国5県を管轄する。

## 管内財務事務所・出張所
- 中国財務局本局
  - 呉出張所
  - 鳥取財務事務所
  - 松江財務事務所
  - 岡山財務事務所
    - 倉敷出張所

  - 山口財務事務所
    - 下関出張所